# ترود (صحيفة روسية)
تُرود (بالروسية: Труд) واحد من أكثر الصحف الروسية انتشارًا وقد صدرت أول مرة عام 1923 ويقع مقرها في موسكو.

## وصلات خارجية
- الموقع الرسمي (بالروسية)